# Птолемей Кипрский
Птолеме́й Ки́прский (др.-греч. Πτολεμαιος Κυπριακός; родился в 95/94 году до н. э. — умер в 58 году до н. э., Кипр) — правитель эллинистического Кипра в 80—58 годах до н. э. Происходил из династии Птолемеев и был младшим братом Птолемея XII Авлета, царя Египта, и, подобно ему, внебрачным сыном Птолемея IX Лафура. Он также был дядей знаменитой Клеопатры VII.

## Царствование над Кипром
Убив царя Птолемея XI Александра II, александрийцы оказались в затруднительной ситуации. Законных наследников Птолемея сына Лага, помимо Клеопатры Селены и селевкидских царевичей, в которых текла кровь Птолемеев, не осталось. Оказавшись в столь неприглядном положении, александрийцы вспомнили о двух молодых людях, сыновьях покойного царя Птолемея IX Латира от наложницы. Важно было посадить кого-нибудь на трон до того, как вмешается Рим. Одного из них сделали царём Египта, другого — царём Кипра. Похоже, он был признан царем Кипра в очень юном возрасте, в то же время, когда его старший брат Авлет получил владение троном Египта в 80 году до нашей эры.

## Смерть царя
Птолемей Кипрский пренебрег мерами предосторожности при получении подтверждения своего суверенитета в Риме и допустил дополнительную ошибку, оскорбив римского политика Публия Клодия Пульхра, не выкупив его, когда он попал в руки киликийских пиратов. Когда Клодий стал трибуном (58 г. до н. э.), он принял закон о лишении Птолемея своего царства и превращении Кипра в римскую провинцию. Марк Порций Катон, которому было поручено выполнить этот указ, предложил Птолемею Кипрскому должность главного жреца в столице Кипра — Пафосе и щедрую пенсию. Птолемей отказался и, совершенно не готовый сопротивляться римской власти решил умереть царем, выпив яд.

## Судьба Кипра
Над Кипром установилась власть Римской республики. При этом остров был включен в состав римской провинции Киликия. Однако вскоре он вновь ненадолго был подчинен Египту, и находился под властью царицы Клеопатры VII (с 47 года до н. э. по 31 год до н. э.). Сразу после победы Октавиана над Марком Антонием и Клеопатрой Кипр вновь перешел под власть римлян. Позднее остров был превращен в римскую провинцию Кипр.